# Stanisław Baruchowski
Stanisław Baruchowski herbu Doliwa (zm. w 1508 roku) – kanonik gnieźnieńskiej kapituły katedralnej w 1496 roku, prokurator kapitulny w 1498 roku, kanonik poznański w 1503 roku.
Syn Wojciecha, bratanek rektora Jana. 
Studiował na Akademii Krakowskiej w 1483 roku.